# Нортгемптонський університет (історичний)

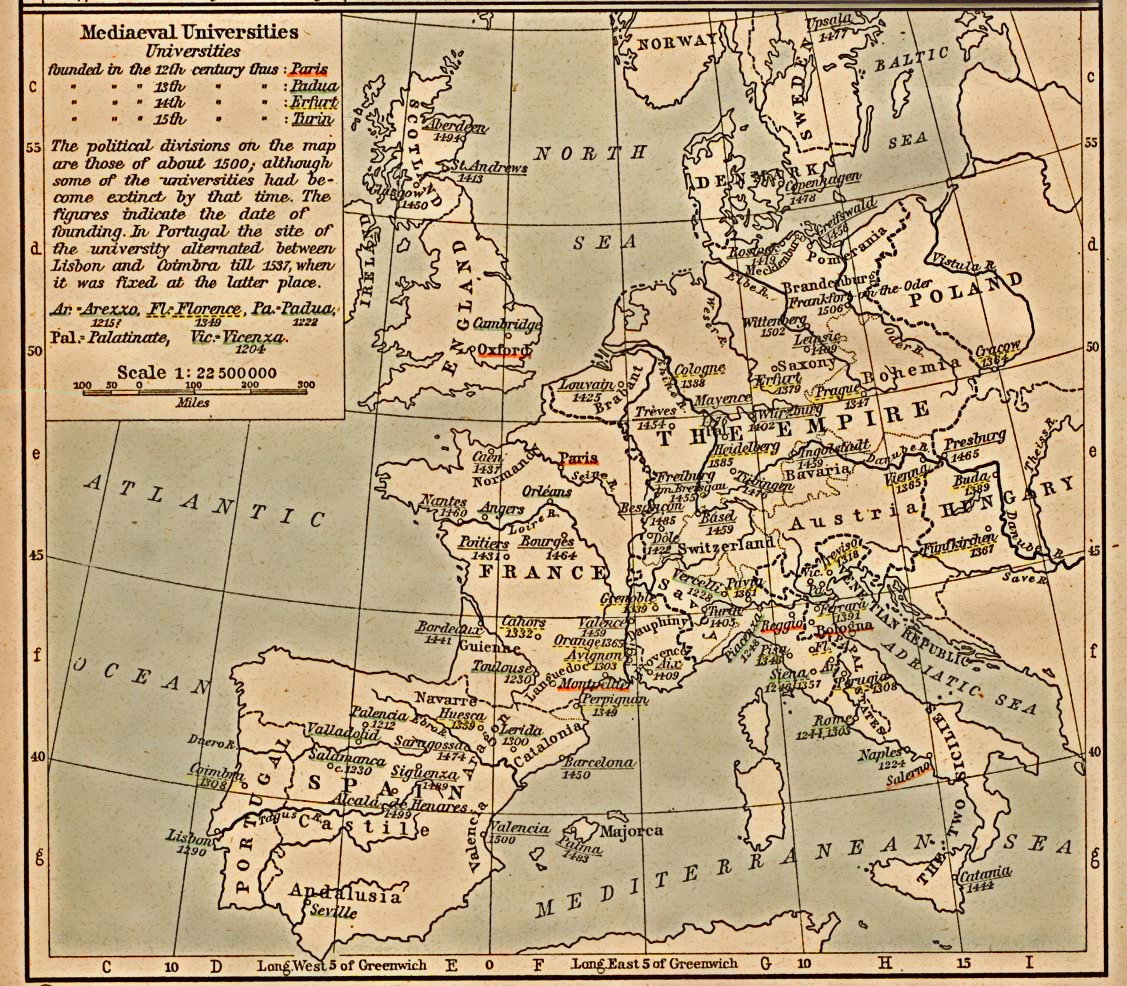
Карта середньовічних університетів

Університет Нортгемптона або Нортгемптонський університет знаходився у м. Нортгемптон, Англія, з 1261 по 1265 рік.
Університет був заснований королівською хартією після затвердження королем Генріхом III у 1261 році. Це був третій університет в Англії, після Оксфорда та Кембриджа, і 22-й у Європі. Після того, як єпископи та магнати повідомили королю, що Нортгемптон становить загрозу для Оксфорду, Генріх III розпустив університет у 1265 р. та підписав Королівський указ, який забороняв створення університету в Нортгемптоні.
2005 року указ був скасований таємною радою, що дозволило тодішньому університетському коледжу Нортгемптона (заснованому в 1924 р.) набути статус університету та отримати назву Університет Нортгемптона.

## Історія

### Заснування
Нортгемптон був у 13 столітті набагато важливішим містом, аніж сьогодні, тому не особливо дивно, що саме там був заснований університет. Місто також було, на короткий час, резиденцією короля.
Університет Нортгемптона був заснований за правління короля Річарда I Левове Серце як школа. Річард опікувався закладом, і, як свідчить принаймні один історик, між 1176 та 1193 рр. школа в Нортгемптоні «зрівнялася з Оксфордською школою або навіть затьмарила її» . Школа втратила потужного прихильника після смертю короля Річарда. Однак вона все ще користувався покровительством Симона де Монфора за часів правління короля Іоана та його сина Генріха III.
У Кембриджі в 1249 р. і вдруге у 1260 р. відбулися жорстокі зіткнення між жителями міста та «вченими», внаслідок яких було страчено 16 городян та суворе покарано багатьох інших. Слідом за цим кілька вчених втекли і знайшли притулок у Нортгемптоні. У 1261 році Генріху III було запропоновано дати дозвіл на розміщення університету в місті.

### Скасування
Існування університету було коротким. Через чотири роки після його створення, під час облоги Нортгемптона, вчені учинили опір вступу сил Короля, внаслідок чого Генріх III позбавив місто ліцензії на університет.
Деякі джерела пропонують альтернативний мотив закриття університету. Як стверджував один письменник «… цікаве висловлювання Генріха III свідчить про те, що причини для закриття міського університету у 13 столітті були скоріше зумовлені місцевими та корисливими міркуваннями». 1 лютого 1265 р. Генріх написав мерам і графствам Нортгемптона:
"Ми зважили на їхнє прохання [створити університет у 1261 р.], оскільки тоді ми вірили, що це піде на користь вашому місту і принесе користь також і нам; але тепер ми дізналися про свідчення людей, гідних віри, що, якщо університет залишиться у Нортгемптоні, тоді немалих збитків зазнає містечко Оксфорд, яке є стародавнім творінням, було підтверджено нашими предками і загалом схвалено як зручне для студентів. Ми в жодному разі не бажаємо, щоб це сталося, тим більше, що всі єпископи погоджуються, що для честі Бога, переваги церкви Англії та добробуту студентів, університет має бути усунений з Нортгемптона ". 

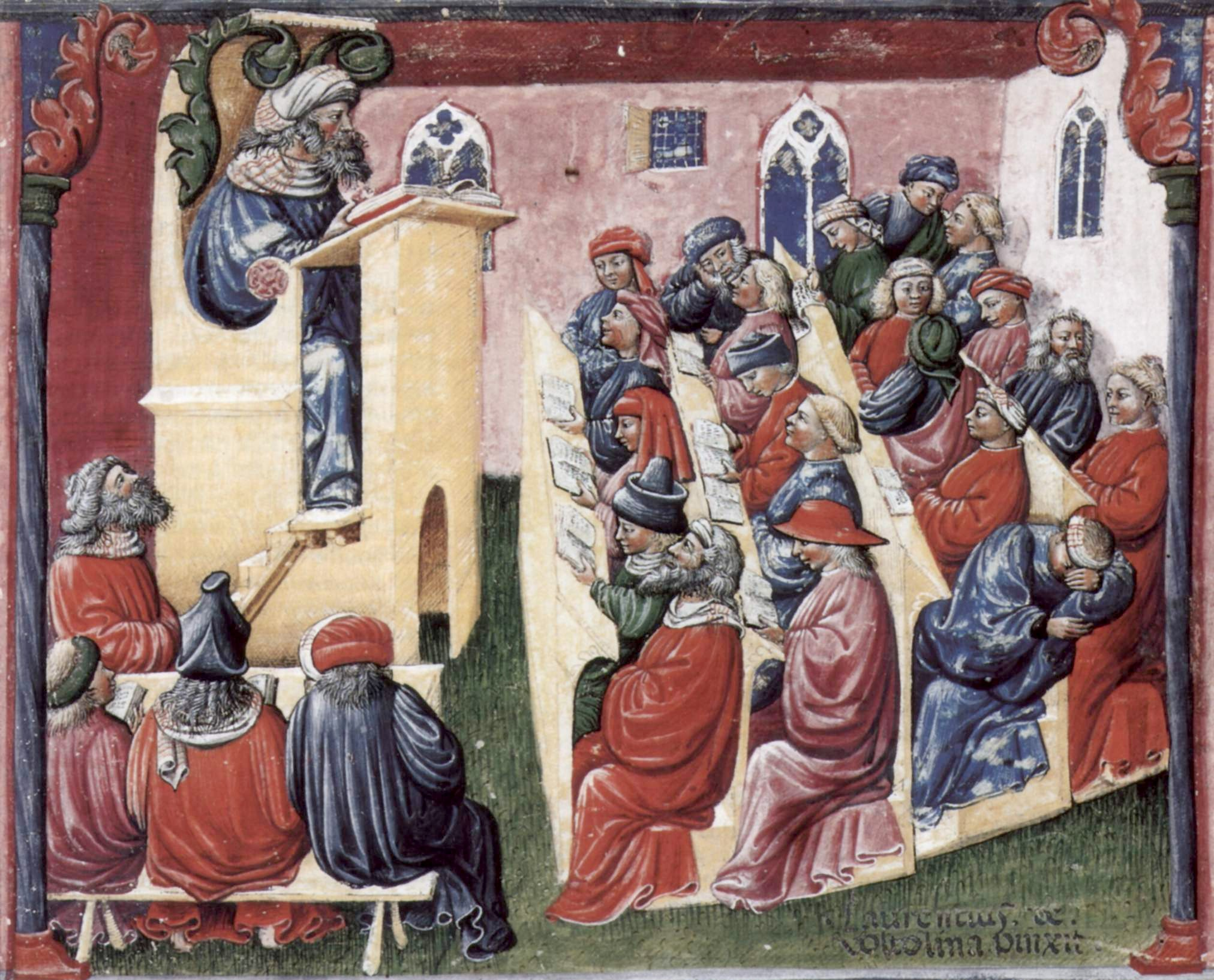
Університетський клас, (1350-ті)

Це говорить про те, що академічне суперництво відіграло певну роль у рішенні Короля, про що свідчать поради, які він отримав від професорів в Оксфорді з цього питання.

### Сучасний Університет Нортгемптона
Ім'я університету було відроджено у 2005 році, коли тодішній університетський коледж Нортгемптон, який виник через об'єднання попередніх установ, був підвищений до повного статусу університету та перейменований у Університет Нортгемптона. Окрім назви та знаходження у тому ж місті, між середньовічним університетом та сучасним університетом немає зв'язку.
Девіз нового університету: «Не будьмо невігласами» (Ne nesciamus).